# استارم (بهشهر)
اِستارِم روستایی از توابع بخش یانه‌سر شهرستان بهشهر در استان مازندران ایران است.

## جمعیت
این روستا در دهستان عشرستاق قرار دارد و براساس سرشماری مرکز آمار ایران در سال ۱۳۹۵، جمعیت آن ۲۱۴ نفر (۷۰خانوار) بوده است. مردم استارم از قومیت طبری هستند. مردم استارم به زبان طبری (مازندرانی) سخن می‌گویند.

## نگارخانه

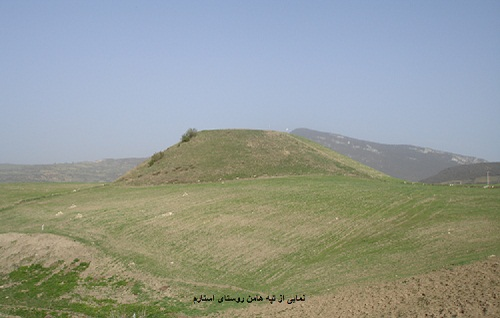
نمایی از تپه هامن روستای استارم
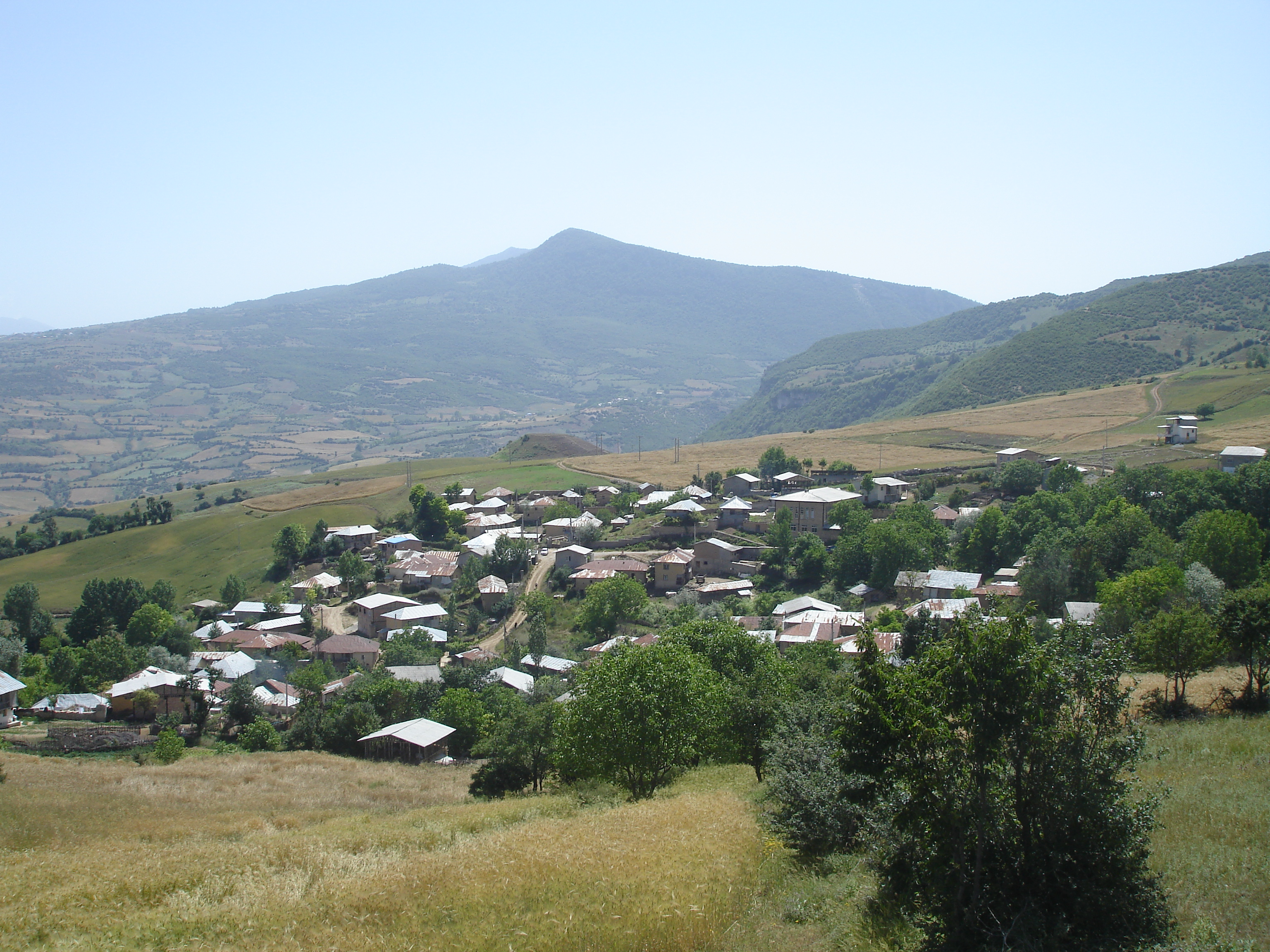
نمای روستای استارم